# Christer Fursth
Christer Fursth (født 6. juli 1970 i Örebro, Sverige) er en svensk tidligere fodboldspiller (midtbane). Han spillede fire kampe for Sveriges landshold. Han deltog også med et særligt OL-landshold ved OL 1992 i Barcelona.
Fursth startede sin karriere hos Örebro i sin fødeby, og repræsenterede senere også Helsingborg og Hammarby. Han vandt det svenske mesterskab med Hammarby i 2001. Han var også udlandsprofessionel i Tyskland hos FC Köln.

## Titler
Allsvenskan
- 2001 med Hammarby